# Bołdyn (film)
Bołdyn – polski film fabularny z 1981 roku, psychologiczny dramat wojenny nakręcony na podstawie powieści Jerzego Putramenta pod tym samym tytułem.
Film kręcony w Tykocinie i Knyszynie (stacja kolejowa).

## Fabuła
II wojna światowa – gdzieś na Białostocczyźnie stacjonuje oddział partyzancki pod wodzą generała „Bołdyna”. Otoczony legendą dowódca jest w rzeczywistości autokratą, który nie uznaje krytyki i wymaga bezwzględnego posłuszeństwa; w dodatku ogarnięty manią prześladowczą traci kontakt z rzeczywistością. Nie chcąc mu się narażać, podwładni dostarczają mu fałszywe meldunki o sytuacji, co z kolei powoduje fatalne dla oddziału decyzje. Kiedy w końcu Bołdyn bezsensownie ginie, dowództwo obejmuje pułkownik Krupicki. Zataja jednak fakt śmierci generała.

## Obsada aktorska
- Wirgiliusz Gryń – generał „Bołdyn”
- Tomasz Stockinger – podporucznik Mieczysław Pakosz „Mroczny”
- Daria Trafankowska – sierżant Elka Winiarska
- Marek Lewandowski – podpułkownik „Procnal”
- Tomasz Zaliwski – pułkownik „Krupicki”
- Henryk Talar – kapitan „Zybert”
- Jerzy Janeczek - partyzant Talalej
- Bogusław Sochnacki – major „Wanadek”
- Stanisław Niwiński – pułkownik „Stary”
- Jan Paweł Kruk – partyzant „Wołk”
- Tadeusz Somogi – partyzant „Czeczot”
- Stefan Paska – partyzant Bacmaga
- Kazimierz Dębicki – partyzant Iwanow
- Jan Konieczny – Rybarczyk
- Tadeusz Teodorczyk – Kwiatkowski
- Joachim Lamża – gestapowiec Werner
- Marian Glinka – „Grom”
- Stanisław Jaroszyński – chłop
- Bogusław Sar
- Zdzisław Szymborski